# Errol Flynn
Errol Leslie Thomson Flynn (20. juni 1909 – 14. oktober 1959) var en australsk-amerikansk skuespiller.

## Udvalgt filmografi
- Captain Blood (1935)
- Den lette brigades angreb (1936)
- The Prince and the Pauper (1937)
- Robin Hoods eventyr (1938)
- The Sea Hawk (1940)
- Objective, Burma! (1945)
- Don Juans eventyr (1948)
- Arvingen til Ballantrae (1953, efter en roman af Robert Louis Stevenson)
- Og solen går sin gang (1957, efter en roman af Ernest Hemingway)

## Andet
- I filmen The Aviator er Errol Flynn spillet af Jude Law
- Hans søn Sean Flynn var en krigsfotograf der forsvandt i Cambodja i 1970